# فلوريد الليثيوم
فلوريد الليثيوم عبارة عن مركب كيميائي له الصيغة LiF، وهو ملح الليثيوم لحمض الهيدروفلوريك، ويكون على شكل بلورات بيضاء.

## التحضير
يحضّر فلوريد الليثيوم من تفاعل هيدروكسيد الليثيوم وفلوريد الهيدروجين. كما يحضر المركب من حل كربونات الليثيوم في حمض الهيدروفلوريك، ومن ثم بالتسخين والتبخير للحصول على بلورات فلوريد الليثيوم، كما في المعادلات التالية:
{\displaystyle \mathrm {LiOH\ +\ HF\ \longrightarrow \ LiF\ +\ H_{2}O} }
{\displaystyle \mathrm {Li_{2}CO_{3}\ +\ 2\ HF\longrightarrow 2\ LiF\ +\ H_{2}O\ +\ CO_{2}} }

## الخواص
إن فلوريد الليثيوم عبارة عن مركب أيوني، له بنية مشابهة لملح كلوريد الصوديوم (العدد التساندي 6)، له الزمرة الفراغية {\displaystyle Fm{\bar {3}}m}، ويكون ثابت الشبكة البلورية a = 402.6 بيكومتر.
تعد انحلالية فلوريد الليثيوم في الماء ضعيفة جداً، حيث تبلغ 2.7 غ/ل. في حال تشكل محلول فإن للمحاليل صفة قلوية ضعيفة، حيث تبلغ قيمة الأس الهيدروجيني pH حوالي 8.
إن تشكّل فلوريد الليثيوم LiF ينشر طاقة، حيث أن كثافة الطاقة لديه الأعلى من بين المركبات وذلك بعد أكسيد البيريليوم BeO. يبلغ المحتوى الحراري القياسي للتشكل بالنسبة لفلوريد الليثيوم ΔHf0 = −620 kJ/mol. بسبب نصف القطر الأيوني الصغير لفلوريد الليثيوم لكاتيونات الليثيوم ولأنيونات الفلوريد، فإن طاقة الشبكة البلورية لمركب فلوريد الليثيوم مرتفعة وتبلغ 1034 كيلوجول/مول.
إن قيمة السماحية النسبية لفلوريد الليثيوم تبلغ 9.0.
يتمتع فلوريد الليثيوم بخصائص بصرية مميزة حيث أنه شفاف بالنسبة للأشعة الكهرومغناطيسية ضمن مجال واسع، وذلك في مجال الأشعة تحت الحمراء والمجال المرئي ومجال الأشعة فوق البنفسجية.

## الاستخدامات
يستخدم فلوريد الليثيوم كمكوّن رئيسي في الملح المنصهر المستخدم في تركيب الملح المنصهر المستخدم في مفاعل الملح المنصهر. من التشكيلات التي يمكن أن بدخل فيها فلوريد الليثيوم هي تركيبة FLiNaK، والمكوّنة من فلوريد الصوديوم NaF وفلوريد البوتاسيوم KF، وذلك بالإضافة إلى LiF.
كما يستخدم المركب في تحضير غاز الفلور، حيث يضاف بنسبة قليلة إلى مصهور بيفلوريد البوتاسيوم أثناء عملية التحليل الكهربائي مما يجعلها أكثر كفاءة في إنتاج الفلور. من المحتمل أن يعود ذلك إلى تشكّل طبقة من روابط Li-C-F على قطب الكربون المستخدم في العملية.
يستعمل فلوريد الليثيوم في صناعة الصمام الثنائي العضوي الباعث للضوء، وذلك من خلال تشكيله لطبقة رقيقة تحسّن من حقن الإلكترون. تبلغ سماكة هذه الطبقة حوالي 1 ميليمتر.